# Rói Patursson

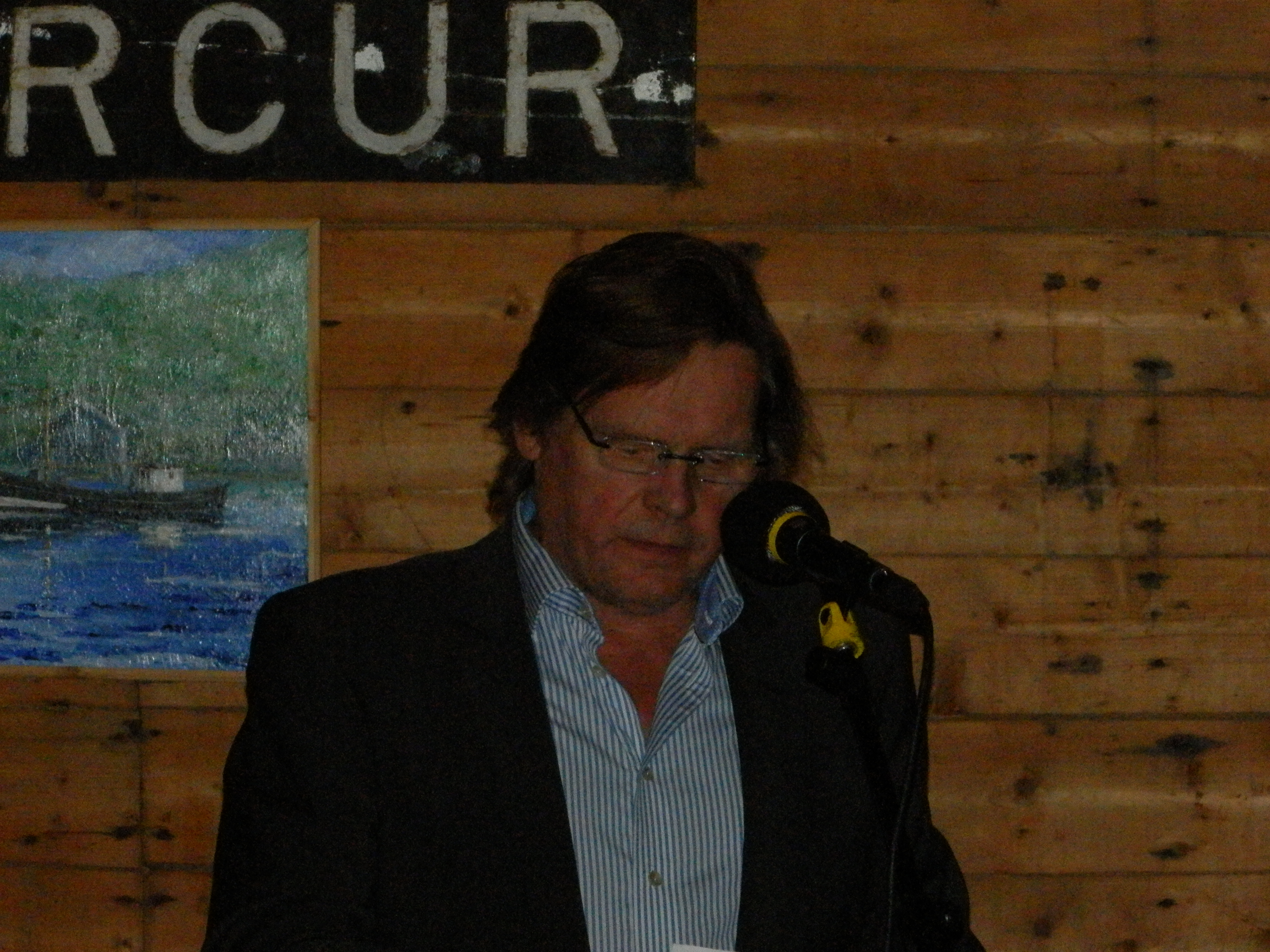
Rói Patursson, 2014

Rói Reynagarð Patursson, född 21 september 1947 i Tórshavn, är en färöisk författare.
Paturson är utbildad magister i filosofi från Köpenhamns universitet. Han bodde i Köpenhamn mellan åren 1970 och 1985 men flyttade senare tillbaka till Tórshavn. Han undervisade mellan åren 1987 och 1988 på Skrivekunstakademiet i Bergen, Norge. Efter detta har han varit verksam vid den färöiska högskolan i Tórshavn.
År 1988 fick han Färöarnas litteraturpris för bästa skönlitterära bok, två år tidigare 1986 fick han priset Nordiska rådets litteraturpris för diktsamlingen Líkasum.

## Priser och utmärkelser
- Färöarnas litteraturpris 1969
- Nordiska rådets litteraturpris 1986 för Likasum
- Färöarnas litteraturpris 1988